# Bogdan Łazarkiewicz
Bogdan Łazarkiewicz (* 10. Oktober 1929 in Mokrzesz, Woiwodschaft Schlesien) ist ein polnischer Mediziner und Emeritus für Chirurgie in Breslau.

## Leben
Bis 1954 studierte Łazarkiewicz Medizin an der Technischen Universität Breslau, der Universität Breslau und der Medizinischen Universität Breslau. Nach Promotion (1964) und Habilitation (1972) wurde er in Breslau außerordentlicher Professor (1981). Er war Vizerektor (1984) der Medizinischen Universität Breslau. Als Rektor (1987–1990) wurde er 1989 auf den Lehrstuhl für Chirurgie berufen. Er betreute 20 Doktorarbeiten und 3 Habilitationen.

## Mitgliedschaften
- Verband der Polnischen Chirurgen (Niederschlesien), Vorsitzender 1993–1995
- Tschechoslowakische Gesellschaft für Chirurgie
- Polnische Gesellschaft für Anästhesiologie und Intensivmedizin
- Deutsche Gesellschaft für Chirurgie

## Ehrungen
- Orden Polonia Restituta, Kommandeurkreuz (1999)
- Ehrenmitglied der Deutschen Gesellschaft für Chirurgie (1999)[1]
- Ehrendoktor der Universität für Landwirtschaft Breslau (2002)[2]
- Ehrendoktor der Medizinischen Universität Breslau (2009)
- Verdienstmedaille für die Verteidigung der Heimat in Bronze